# رابرت دیویس (بازیکن فوتبال، زاده ۱۸۷۶)
رابرت دیویس (انگلیسی: Robert Davies؛ زادهٔ ۱۸۷۶) بازیکن فوتبال اهل بریتانیا است.
از باشگاه‌هایی که در آن بازی کرده‌است می‌توان به باشگاه فوتبال بریستول سیتی و باشگاه فوتبال بولتون واندررز اشاره کرد.